# Bigruppen
Bigruppen (opr. Bi-gruppen) er et socialt netværk for biseksuelle i LGBT Danmarks afdeling i København. Det begyndte officielt onsdag 2. juni 2004, og var oprindelig en gruppe der mødtes på månedlig basis. I dag mødes den fast den 1. fredag i måneden.

## Historie
Bigruppens oprindelige basis var en lille 4-personers gruppe på Groupcare-diskussionslisten Bisser, der i 2003 søgte at udvide det virtuelle miljø med en fysisk mødegruppe og senere en hjemmeside. Gruppen forsøgtes først tilknyttet performance-gruppen dunst, men havde kun mulighed for at mødes der to gange i alt pga. problemer med adgang til især lokalerne i Bøssehuset på Christiania.
Hjemmesiden blev kaldt Biotopia.dk, men grundet identitetsdiskussion gik arbejdsgruppen bag hjemmesiden i opløsning umiddelbart efter dens lancering i marts 2004. Hjemmesiden blev drevet af et af de oprindelige medlemmer, dog uden tilknytning til gruppen, og blev nedlagt i 2008.
Fra marts 2005 mødes gruppen to gange om måneden i LGBT Danmarks lokaler. I januar 2006 droppede gruppen bindestregen i navnet.
Gruppen er opstået med forbillede i andre landes lokale grupper for biseksuelle, som f.eks. London Bisexual Group, og er (maj 2010) den eneste eksisterende faste mødegruppe for biseksuelle i Danmark, fraregnet rent webbaserede grupper.
Bigruppen har, udover at være basis for muligheden for at møde andre biseksuelle, også været platform for et udvalg til håndtering af specifikke politiske spørgsmål om biseksuelle inden for og uden for LGBT Danmark.